# Szent Demeter-fatemplom (Vasasszentegyed)
A vasasszentegyedi Szent Demeter-fatemplom műemlékké nyilvánított épület Romániában, Kolozs megyében. A romániai műemlékek jegyzékében a  CJ-II-m-B-07757 sorszámon szerepel.

## Története
A templom 1701-ben a hívek adományából épült. 1858-ban felújították a falfestményekkel együtt; ezeknek 2011-re csupán mintegy 10%-a maradt fenn. 2010-ben kicserélték a zsindelyes tetőt.